# 스타파이어 스포츠 스타디움
스타파이어 스포츠 스타디움(Starfire Sports Stadium)은 미국 워싱턴주 투퀼라에 위치한 축구 전용 경기장으로 4,500명을 수용할 수 있으며 현재 MLS 넥스트 프로 터코마 디파이언스, 내셔널 위민스 사커 리그 시애틀 레인의 홈 그라운드로 사용되고 있다.